# 홍순녕
홍순녕(한국 한자: 洪淳寧 1887년 음력 6월 7일 조선 전라도 북제주 출생 ~ 1949년 12월 1일 대한민국 제주도 북제주에서 별세.)은 대한민국의 국회의원이었다. 아명(兒名)은 홍순영(洪淳瑛)이며 조선 전라도 북제주 출생이다.

## 약력
- 경기도 수원고등농림학교 졸업
- 제주도 제주여자중학교 교장
- 독촉국민회(대한독립촉성국민회) 대표최고위원 겸 당무위원(간부)
- 국민회 당무위원
- 민주국민당 징계자격위원 겸 책임당무위원
- 무소속 국회의원
- 한국독립당 당무위원
- 1949년 5월 10일 : 제헌 국회의원(북제주갑) 그러나, 제헌의원생활 불과 7개월여 만에 심장마비로 급사, 국회의원 사망 제2호를 기록되고 있다.[2][3]

## 역대 선거 결과
| 실시년도 | 선거   | 대수 | 직책     | 선거구           | 정당               | 득표수  | 득표율          | 순위 | 당락 | 비고 |
| -------- | ------ | ---- | -------- | ---------------- | ------------------ | ------- | --------------- | ---- | ---- | ---- |
| 1949년   | 총선   | 1대  | 국회의원 | 제주 북제주군 갑 | 대한독립촉성국민회 | 9,664표 | \| \| 27.71% \| | 1위  |      | 초선 |
|          | 27.71% |      |          |                  |                    |         |                 |      |      |      |

## 참고 자료
- 《대한민국 의정총람》, 국회의원총람발간위원회, 1994년
- 홍순녕 - 대한민국헌정회